# Starîci, Iavoriv
Starîci (în ucraineană Старичі) este localitatea de reședință a comunei Starîci din raionul Iavoriv, regiunea Liov, Ucraina.

## Demografie
Componența lingvistică a localității Starîci
     Ucraineană (95,73%)
     Rusă (4,04%)
Conform recensământului din 2001, majoritatea populației localității Starîci era vorbitoare de ucraineană (95,73%), existând în minoritate și vorbitori de rusă (4,04%).